# Arno Puškáš
Arno Puškáš (ur. 4 lutego 1925 w Koszycach, zm. 9 czerwca 2001) – czechosłowacki i słowacki taternik, alpinista, przewodnik tatrzański, publicysta i grafik.

## Życiorys
Zaczął uprawiać taternictwo zaraz po II wojnie światowej, w 1946 roku. Jako jeden z pierwszych tatrzańskich wspinaczy otrzymał, w 1953 roku, czechosłowackie odznaczenie mistrza sportu, kolejnym jego sukcesem był tytuł zasłużonego mistrza sportu, który otrzymał w 1971 roku. W latach 1946–1950 był chatarem Schroniska pod Rysami, następnie między 1951 a 1957 rokiem prowadził Schronisko Kieżmarskie. W latach 1958–1967 był zawodowym ratownikiem górskim.
Od 1948 roku był aktywnym członkiem czechosłowackich wypraw w różne łańcuchy górskie. W 1971 roku uczestniczył w czechosłowackiej wyprawie na Nanga Parbat, udało mu się zdobyć dwa niższe wierzchołki tegoż szczytu.
Był autorem kilku tatrzańskich przewodników i książek wspomnieniowych o Tatrach. Najbardziej znane z jego przewodników to Nové horolezecké výstupy vo Vysokých Tatrách 1945–1953 (wydany po raz pierwszy w Bratysławie w 1953 roku) i 10-tomowe Vysoké Tatry (1957–1989).

## Osiągnięcia wspinaczkowe
- pierwsze przejście środkowej depresji wschodniej ściany Zadniej Baszty
- pierwsze przejście prawego filara północno-zachodniej ściany Galerii Gankowej
- pierwsze zimowe przejście północnej ściany Żabiego Konia
- pierwsze zimowe przejście zachodniej ściany Łomnicy
- pierwsze zimowe przejście drogi Stanisławskiego wiodącej północną ścianą Małego Kieżmarskiego Szczytu
- pierwsze zimowe wejście na Rówienkową Turnię.